# John Hay (1er marquis de Tweeddale)
Pour les articles homonymes, voir John Hay et Hay.
John Hay, 1er marquis et 2e comte de Tweeddale (13 août 1625, Yester, East Lothian - 11 août 1697, Édimbourg) est un homme politique écossais qui est Lord chancelier d'Écosse.

## Jeunesse
Il est le fils aîné de John Hay, 1er comte de Tweeddale (créé le 1er décembre 1646) et de Lady Jean Seton. Après la mort de sa mère quelques jours après sa naissance en 1625, son père se remarie à Lady Margaret Montgomerie, la fille aînée d'Alexander Montgomerie (6e comte d'Eglinton) et de Lady Anne Livingston (fille aînée d'Alexander Livingston (1er comte de Linlithgow) (en)). Après la mort de son père en 1653, sa belle-mère se remarie avec William Cunningham (9e comte de Glencairn). Du deuxième mariage de son père, il a un demi-frère, William Hay de Drummelzier (1649-1726), qui épouse Elizabeth Seton, seule fille survivante d'Alexander Seton (1er vicomte de Kingston).
Son père est le fils aîné et héritier de James Hay, 7e Lord Hay de Yester et Lady Margaret Kerr (troisième fille de Mark Kerr (1er comte de Lothian) (en)). Sa mère est la fille unique d'Alexander Seton (1er comte de Dunfermline) (en) et de sa deuxième épouse, Lady Grizel Leslie (la demi-sœur de John Leslie (6e comte de Rothes)).

## Carrière
Pendant la Première guerre civile anglaise, il change à plusieurs reprises d'allégeance entre la cause royaliste et les parlementaires. Il se bat pour Charles Ier et le rejoint à Nottingham en 1642, puis se rallie au Parlement à la bataille de Marston Moor en 1644, en raison de son attitude envers les Covenanters, et quatre ans plus tard est de nouveau du côté des royalistes à la bataille de Preston.

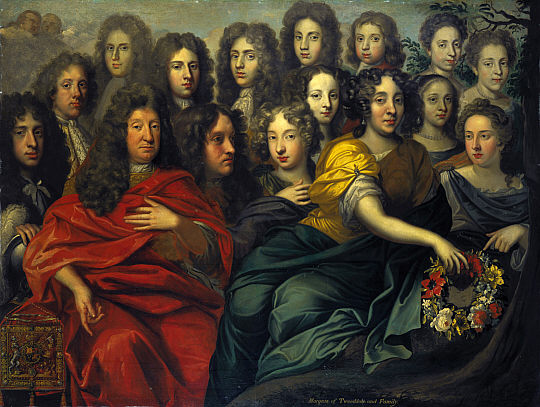
Le 1er marquis de Tweeddale, posant avec sa femme Jane, leurs enfants et les conjoints de leurs enfants.

Il devient comte de Tweeddale en 1654, et est emprisonné pour avoir soutenu James Guthrie (pasteur) (en) en 1660. Il est membre des parlements du Commonwealth de 1656 et 1659.
Lorsque Charles II est rétabli sur le trône, il est nommé lord président du Conseil écossais en 1663 et Lord extraordinaire de session en 1664. Il est élu au cours de la dernière année membre de la Royal Society.
Il use de son influence pour modérer les procédures contre les Covenanters, mais avec le durcissement de l'attitude officielle en 1674, il est destitué de ses fonctions et du Conseil privé sur l'avis de John Maitland (1er duc de Lauderdale).
Il revient au Trésor en 1680. Il soutient Guillaume III et devient conseiller privé en 1689. Il est lord chancelier d'Écosse de 1692 à 1696.
Il soutient la Glorieuse Révolution en Écosse et est créé marquis de Tweeddale en 1694. En tant que lord haut-commissaire du Parlement d'Écosse de 1694 à 1696, il ordonne l'enquête sur le massacre de Glencoe en 1695. Il est renvoyé de la chancellerie en 1696 pour avoir soutenu le Projet Darién.

## Vie privée
Le 4 septembre 1644, il épouse Jean Scott, la deuxième fille de Walter Scott (1er comte de Buccleuch) et Mary Hay, troisième fille de Francis Hay (9e comte d'Erroll)). Ensemble, ils sont les parents de:
- John Hay (2e marquis de Tweeddale) (1645-1713), qui épouse Mary Maitland, fille unique et héritière de John Maitland (1er duc de Lauderdale)[6]
- David Hay (1656-1737), qui épouse Rachel Hayes, fille de James Hayes, de Great Bedgbury
- Alexander Hay (1663-1737), qui épouse Catherine Charters, fille de Laurence Charters
- Margaret Hay (décédée en 1753), qui épouse Robert Ker (3e comte de Roxburghe)
- Jean Hay (décédée en 1729), qui épouse William Douglas, 1er comte de March

Il est décédé le 11 août 1697. Son portrait de Peter Lely est exposé à la Scottish National Portrait Gallery.